# Dore Abbey
La Dore Abbey ("Abbazia sul (fiume) Dore") è un'ex-abbazia cistercense e ora chiesa parrocchiale del villaggio inglese di Abbey Dore, nello Herefordshire (Inghilterra centro-orientale), fondata nel 1147 e costruita a partire dal 1175.

## Storia
La Dore Abbey fu fondata nel 1147 da monaci cistercensi provenienti dall'abbazia francese di Morimond. Fu l'unica abbazia in Gran Bretagna ad essere stata fondata da questi monaci.
La costruzione della chiesa abbaziale iniziò nel 1175. La chiesa fu consacrata oltre un secolo dopo , nel 1280 da Sir Thomas Cantilupe, vescovo di Hereford.
I monaci che risiedevano nella Dore Abbey erano dediti all'allevamento delle pecore, la cui lana veniva esportata in vari Paesi, tra cui l'Italia.
L'abbazia rischiò di essere distrutta dal gallese Owen Glendower nel 1405.
Con la soppressione dei monasteri, voluta da Enrico VIII d'Inghilterra nel 1537, l'edificio fu ceduto a John Scudamore.
Nel 1630 l'abbazia era un edificio in rovina a cui mancava il tetto. Un pronipote di John Scudamore fu tuttavia invitato dall'arcivescovo Laud a restaurare l'edificio, che nel 1633/1634 fu nuovamente consacrato e trasformato in chiesa parrocchiale..
Intorno al 1700, l'ex-abbazia fu sottoposta a nuovi interventi di restauro, durante i quali furono aggiunti dei dipinti.
Nel 1900, la Dore Abbey fu nuovamente restaurata e dell'edificio originario rimase soltanto il presbiterio.

## Galleria d'immagini

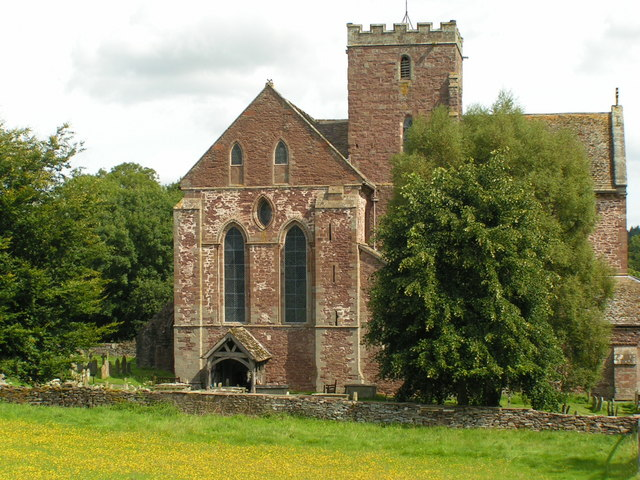
La facciata principale della Dore Abbey
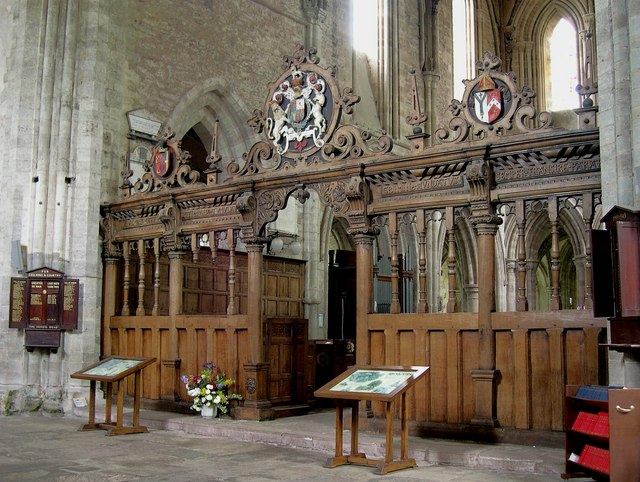
Interni della Dore Abbey
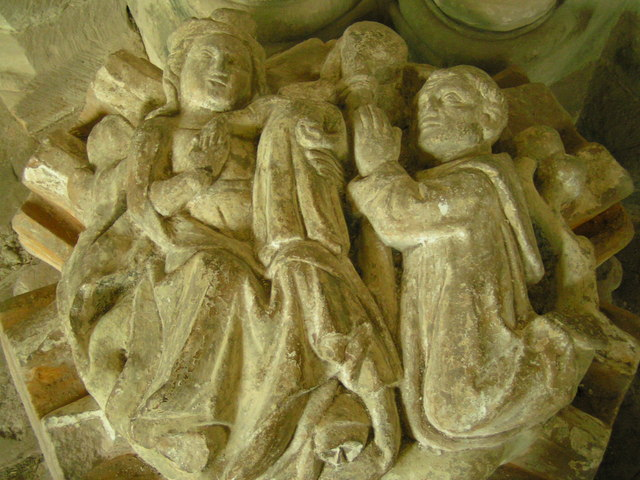
Sculture nella Dore Abbey
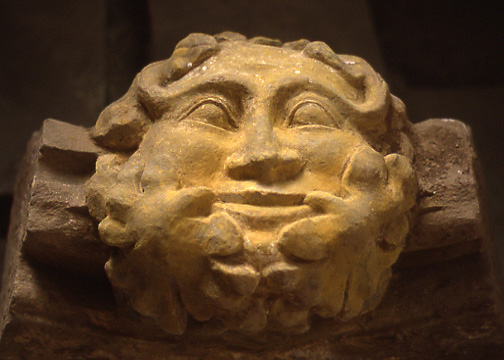
Scultura raffigurante il Green Man nella Dore Abbey